# Glicerol-3-fosfat dehidrogenaza (hinon)
Glicerol-3-fosfat dehidrogenaza (EC 1.1.5.3, alfa-glicerofosfatna dehidrogenaza, alfa-glicerofosfatna dehidrogenaza (akceptor), anaerobna glicerol-3-fosfatna dehidrogenaza, -glicerol 3-fosfatna oksidaza, FAD-zavisna glicerol-3-fosfatna dehidrogenaza, FAD-zavisna sn-glicerol-3-fosfatna dehidrogenaza, FAD-GPDH, FAD-vezana glicerol 3-fosfatna dehidrogenaza, FAD-vezana L-glicerol-3-fosfatna dehidrogenaza, flavin-vezana glicerol-3-fosfatna dehidrogenaza, flavoprotein-vezana -glicerol 3-fosfatna dehidrogenaza, glicerol 3-fosfatna citohrom c reduktaza, glicerol fosfatna dehidrogenaza, glicerol fosfatna dehidrogenaza (akceptor), glicerol fosfatna dehidrogenaza (FAD), glicerol-3-fosfatna CoQ reduktaza, glicerol-3-fosfatna dehidrogenaza (flavin-vezana), glicerol-3-fosfat:CoQ reduktaza, glicerofosfatna dehidrogenaza, L-3-glicerofosfat-ubihinonska oksidoreduktaza, -glicerol-3-fosfatna dehidrogenaza, -glicerofosfatna dehidrogenaza, mGPD, mitochondrial glicerol fosfatna dehidrogenaza, +-inzavisni glicerol fosfatna dehidrogenaza, od piridin nukleotida nezavisni L-glicerol 3-fosfatna dehidrogenaza, -glicerol 3-fosfatna oksidaza, sn-glicerol-3-fosfatna dehidrogenaza, -glicerol-3-fosfat:(akceptor) 2-oksidoreduktaza, -glicerol-3-fosfat:akceptor 2-oksidoreduktaza) je enzim sa sistematskim imenom sn-glicerol 3-fosfat:hinon oksidoreduktaza. Ovaj enzim katalizuje sledeću hemijsku reakciju
-glicerol 3-fosfat + hinon {\displaystyle \rightleftharpoons } gliceron fosfat + hinol
Ova od flavina zavisna dehidrogenaza je esencijalni membranski enzim, koji funkcioniše u okviru glikolize, respiracije i fosfolipidne biosinteze. Kod bakterija se ovaj enzim nalazi na citoplazmičnoj membrani, dok je kod eukariota vezan za spoljašnju stranu unurašnje mitohondrijske membrane.

## Literatura
- Baranowski T (1963). „α-Glycerophosphate dehydrogenase”.  Ур.: Boyer PD, Lardy H, Myrbäck K. The Enzymes (2nd изд.). New York: Academic Press. стр. 85—96.
- Brosemer RW, Kuhn RW (1969). „Comparative structural properties of honeybee and rabbit α-glycerophosphate dehydrogenases”. Biochemistry. 8 (5): 2095—105. PMID 4307630. doi:10.1021/bi00833a047.
- O'Brien SJ, MacIntyre RJ (1972). „The  -glycerophosphate cycle in Drosophila melanogaster. I. Biochemical and developmental aspects”. Biochem. Genet. 7 (2): 141—61. PMID 4340553. doi:10.1007/BF00486085.
- Warkentin DL, Fondy TP (1973). „Isolation and characterization of cytoplasmic L-glycerol-3-phosphate dehydrogenase from rabbit-renal-adipose tissue and its comparison with the skeletal-muscle enzyme”. Eur. J. Biochem. 36 (1): 97—109. PMID 4200180. doi:10.1111/j.1432-1033.1973.tb02889.x.
- Albertyn J, van Tonder A, Prior BA (1992). „Purification and characterization of glycerol-3-phosphate dehydrogenase of Saccharomyces cerevisiae”. FEBS Lett. 308 (2): 130—2. PMID 1499720. doi:10.1016/0014-5793(92)81259-O.
- Koekemoer TC, Litthauer D, Oelofsen W (1995). „Isolation and characterization of adipose tissue glycerol-3-phosphate dehydrogenase”. Int. J. Biochem. Cell Biol. 27 (6): 625—32. PMID 7671141. doi:10.1016/1357-2725(95)00012-E.
- Pahlman, Inga-lill; Larsson, Christer;  . (2002). „Kinetic Regulation of the Mitochondrial Glycerol-3-phosphate Dehydrogenase by the External NADH Dehydrogenase in Saccharomyces cerevisiae”. The Journal of Biological Chemistry. 277 (31): 27991—27995. PMID 12032156. doi:10.1074/jbc.M204079200. Архивирано из оригинала 05. 12. 2017. г. Приступљено 09. 01. 2013.
- Overkamp, Karin M.; Bakker, Barbara M.;  . (2000). „In Vivo Analysis of the Mechanisms for Oxidation of Cytosolic NADH by Saccharomyces cerevisiae Mitochondria”. Journal of Bacteriology. 182 (10): 2823—2830. PMC 101991 . PMID 10781551. doi:10.1128/JB.182.10.2823-2830.2000.
- Dawson, Anthony G.; Cooney, Gregory J. (1978). „RECONSTRUCTION OF THE wGLYCEROLPHOSPHATE SHUTTLE USING RAT KIDNEY MITOCHONDRIA”. Febs Letters. 91 (2): 169—172. PMID 210038. doi:10.1016/0014-5793(78)81164-8.
- Opperdoes, Fred R.; Borst, Piet;  . (1976). „Localization of Glycerol-3-Phosphate Oxidase in the Mitochondrion and Particulate NAD+-Linked Glycerol-3-Phosphate Dehydrogenase in the Microbodies of the Bloodstream Form of Trypanosoma brucei”. European Journal of Biochemistry. 76 (1): 29—39. PMID 142010. doi:10.1111/j.1432-1033.1977.tb11567.x.
- Eswaramoorthy, Subramaniam; Bonanno, Jeffrey B.;  . (2006). „Mechanism of action of a flavin-containing monooxygenase”. Proceedings of the National Academy of Sciences of the United States of America. 103 (26): 9832—9837. PMC 1502539 . PMID 16777962. doi:10.1073/pnas.0602398103. Приступљено 16. 5. 2011.
- Nicholas C. Price; Lewis Stevens (1999). Fundamentals of Enzymology: The Cell and Molecular Biology of Catalytic Proteins (Third изд.). USA: Oxford University Press. ISBN 019850229X.
- Eric J. Toone (2006). Advances in Enzymology and Related Areas of Molecular Biology, Protein Evolution (Volume 75 изд.). Wiley-Interscience. ISBN 0471205036.
- Branden C; Tooze J. Introduction to Protein Structure. New York, NY: Garland Publishing. ISBN 0-8153-2305-0.
- Irwin H. Segel. Enzyme Kinetics: Behavior and Analysis of Rapid Equilibrium and Steady-State Enzyme Systems (Book 44 изд.). Wiley Classics Library. ISBN 0471303097.
- William P. Jencks (1987). Catalysis in Chemistry and Enzymology. Dover Publications. ISBN 0486654605.

## Spoljašnje veze
- Glycerol-3-phosphate+dehydrogenase на 